# Melin Vitazara
Melin Vitazara (ur. 9 lipca 1988 w Ambilobe) – madagaskarski piłkarz występujący na pozycjach prawego, lewego i środkowego obrońcy.